# Parafia Zmartwychwstania Pańskiego w Buenos Aires
Parafia Zmartwychwstania Pańskiego – prawosławna parafia w Buenos Aires, należąca do eparchii południowoamerykańskiej Rosyjskiego Kościoła Prawosławnego poza granicami Rosji.
Parafia została założona przez rosyjskich emigrantów przybyłych do Argentyny po II wojnie światowej w momencie utworzenia eparchii południowoamerykańskiej (1948). W pierwszych latach istnienia jej świątynią była kaplica urządzona w prywatnym domu. Obecna cerkiew, sobór Zmartwychwstania Pańskiego w Buenos Aires, została poświęcona w 1960.
Językiem liturgicznym parafii jest cerkiewnosłowiański.